# Southwest Ranches, Florida
Southwest Ranches är en stad (town) i Broward County, i delstaten Florida, USA. Enligt United States Census Bureau har staden en folkmängd på 7 480 invånare (2011) och en landarea på 33,8 km².